# Visuña
Visuña (llamada oficialmente Santa Eufemia de Visuña) es una parroquia y una aldea española del municipio de Folgoso de Caurel, en la provincia de Lugo, Galicia.

## Límites
Se encuentra en la zona oriental del municipio, limitando al este con la provincia de León. Limita con las parroquias de Esperante y Riocereixa (Piedrafita del Cebrero) al norte, Hórreos y Seara (Quiroga) al sur y Seoane al oeste.

## Organización territorial
La parroquia está formada por siete entidades de población, constando dos de ellas en el nomenclátor del Instituto Nacional de Estadística español:
- A Aldea
- A Calella
- A Igrexa
- Céramo
- Cima de Vila
- Reibarba
- Visuña

## Demografía

### Parroquia
| Gráfica de evolución demográfica de Visuña (parroquia) entre 2000 y 2019 |
|                                                                          |
| Datos según el nomenclátor publicado por el INE.                         |

### Aldea
| Gráfica de evolución demográfica de Visuña (aldea) entre 2000 y 2019 |
|                                                                      |
| Datos según el nomenclátor publicado por el INE.                     |

## Lugares de interés
- Iglesia de Santa Eufemia
- Buraca das Choias, cueva.